# Pittura su tela

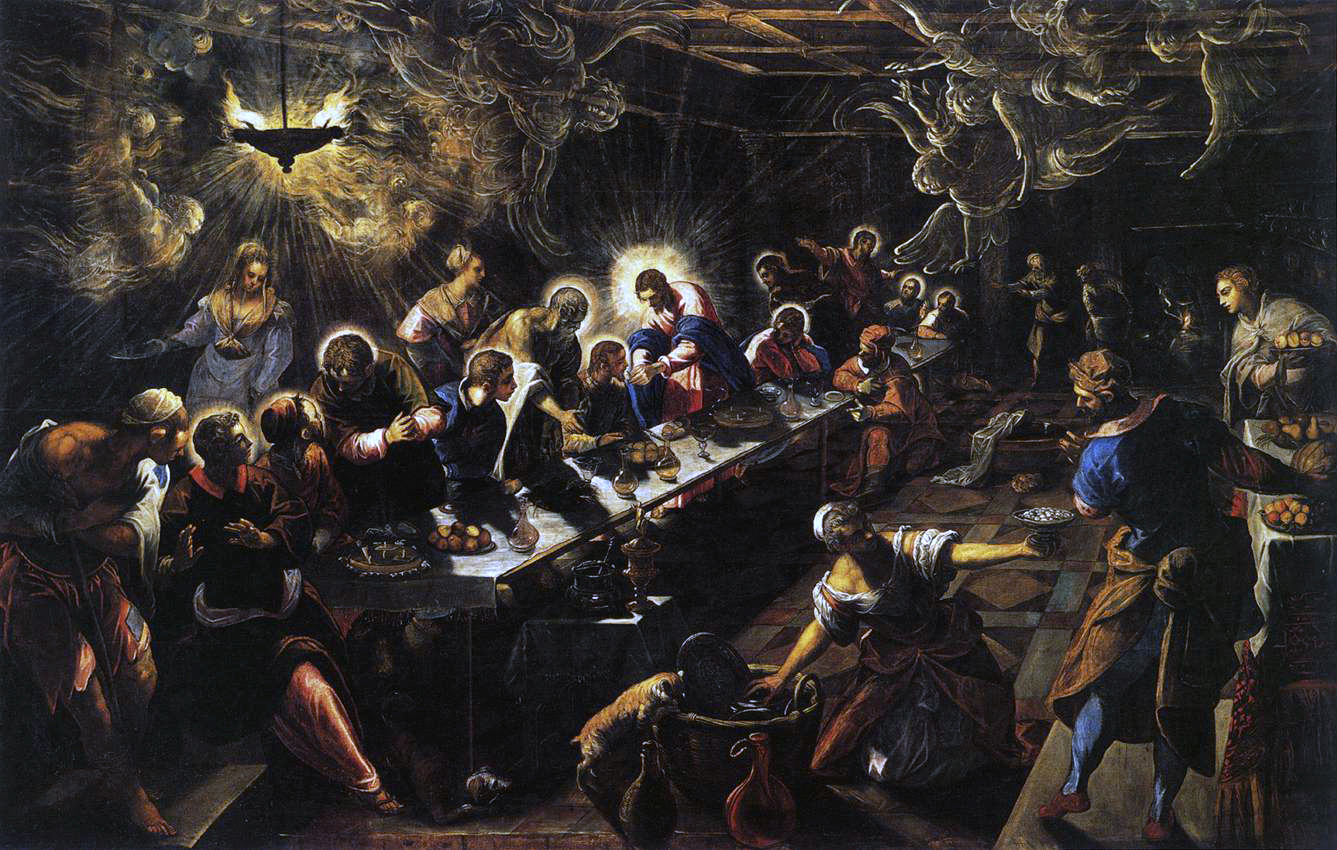
Tintoretto dipinse grandissime tele, come lUltima cena

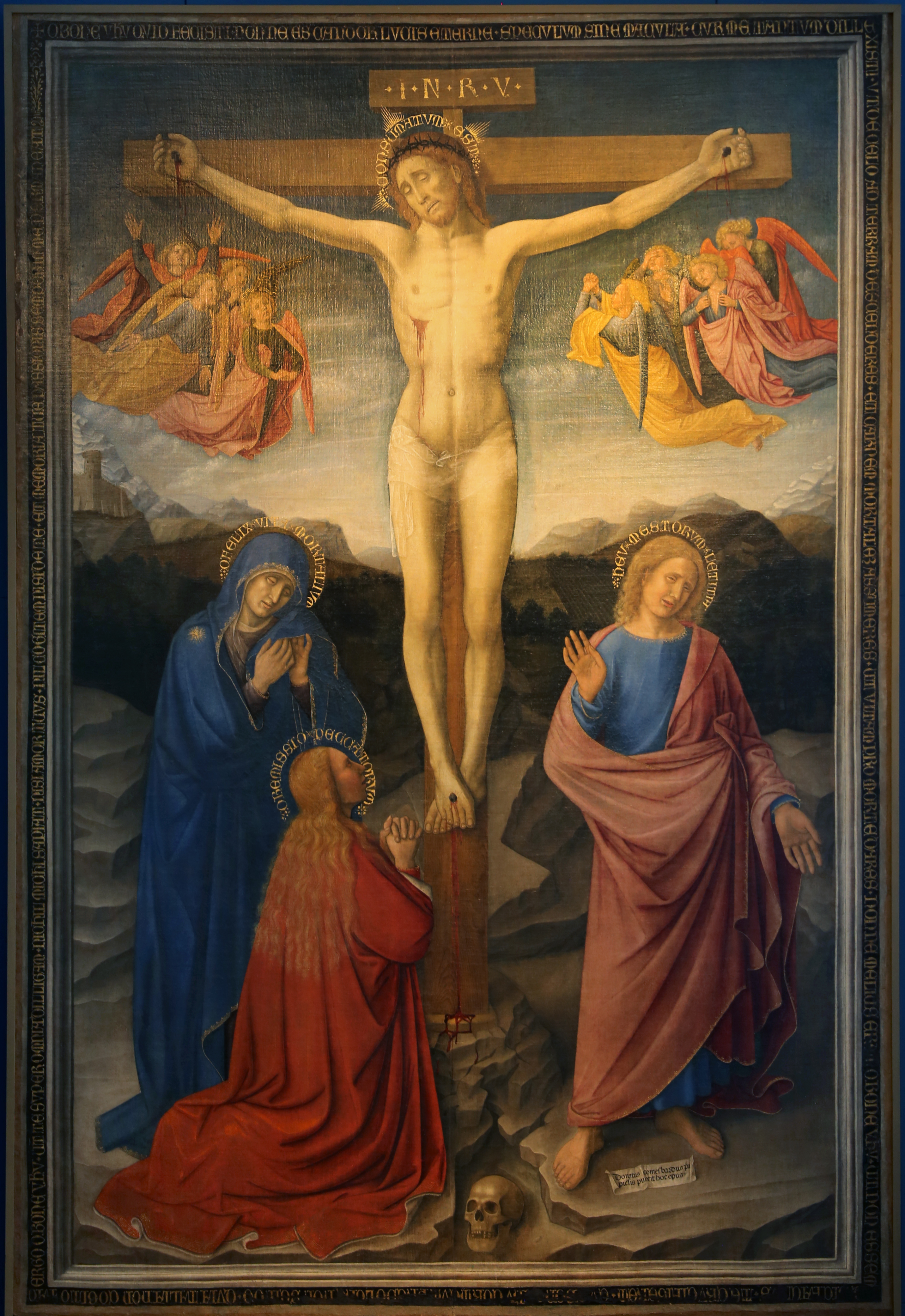
Crocifissione di Donato de' Bardi

La tela è uno dei supporti principali per la pittura.

## Storia
L'origine dell'uso della tela come supporto pittorico si perde nell'antichità, restando comunque una tecnica marginale. Sul finire del medioevo la tela dovette essere scelta come supporto vantaggiosamente leggero per oggetti che dovevano essere trasportati, come gli stendardi processionali. Si conoscono alcuni esempi trecenteschi, e il più antico conosciuto nel Rinascimento è attribuito a poco prima della metà del Quattrocento, ed è la Crocifissione di Donato de' Bardi, un'opera ligure nata in un ambiente influenzato dai fiamminghi, per cui alcuni hanno ipotizzato che una rudimentale tecnica di pittura su tela, senza imprimitura, risalga all'area delle Fiandre. Un altro antico esempio, il San Giorgio e il drago di Paolo Uccello, databile al 1456 circa, rimanda invece all'area fiorentina ed è dipinta pare, a giudicare dalla stesura della pennellata, con legante oleoso, al posto della tipica tecnica della tempera. Sono questioni aperte il perché di questa scelta tecnica e se essa fosse legata a uno dei viaggi dell'artista. 
In ogni caso sul finire del Quattrocento l'uso della tela si diffuse fortemente in area veneziana. Le ragioni di tale successo sono legate essenzialmente al microclima della Laguna, dove l'umidità aveva ormai già irrimediabilmente danneggiato i grandi cicli di affreschi realizzati nel secolo precedente. La tela offriva un supporto che non pativa l'umido delle pareti e che poteva coprire, a differenza della pittura su tavola, grandi spazi. 
Il minor costo, la maggiore agilità nella preparazione e la facilità del trasporto (un dipinto su tela può infatti essere semplicemente staccato dal telaio e arrotolato), furono i vantaggi principali che garantirono il successo della tela, garantendo una crescente predominanza tra i supporti pittorici fino ai giorni nostri. La tela ha infatti una diffusione tale che il nome è ormai diventato sinonimo di "dipinto".
Tra la fine del Settecento e i primi anni del secolo successivo si diffuse anche la pratica, soprattutto in Francia, di trasportare i dipinti antichi dalla tavola alla tela, staccando la superficie pittorica con un procedimento simile per certi versi allo strappo degli affreschi. Tale pratica, molto rischiosa per le opere e spesso dannosa, è ormai deprecata.

## Tecnica
Tradizionalmente essa è formata dall'intreccio di fibre di lino, di canapa o juta, ma con l'età moderna è largamente invalso anche l'uso del cotone e delle fibre sintetiche.
Le diverse trame dei tessuti hanno una notevole influenza sulla resa pittorica: trame fini come quella del lino consentono finiture più minuziose (come quelle a velatura della pittura fiorentina del Rinascimento), la canapa o la juta sono invece adatte ad esecuzioni pittoriche più libere o a opere di grandi dimensioni (come nella pittura di scuola veneta).
Originariamente la tela veniva applicata mediante colle sulle tavole di legno (se di grandi dimensioni costituite da più tavole opportunamente saldate tra loro con incastri) e aveva la funzione di uniformare la superficie nonché di ovviare ai problemi legati alle escursioni cui è soggetto il legno per il calore o l'umidità.
Solo a partire dal Rinascimento la tela comincia ad essere inchiodata e tesa su telai mobili, dotati di chiavi per garantirne la tensione, creando il tipo di supporto che ancora oggi è il più largamente diffuso tra gli artisti. Questo sistema garantisce una tensione costante della tela, consente di sostituire il telaio nel caso di deformazioni col passare del tempo e facilita il trasporto delle opere, in quanto la tela può essere agevolmente rimossa dal telaio e arrotolata riducendone notevolmente l'ingombro.
Prima di essere dipinta, la tela necessita (salvo le eccezioni legate agli sperimentalismi tipici dell'arte moderna) di due operazioni:
- l'incollaggio, con cui viene stabilizzata la trama della tela ed eliminati eventuali peli presenti sulla superficie,
- l'imprimitura che costituisce il primo fondo di materia atto a ricevere la pittura.